# Cosas que importan
Cosas que importan (en inglés: One True Thing) es una película dramática estadounidense de 1998 dirigida por Carl Franklin. Cuenta la historia de una mujer que se ve obligada a poner su vida en espera para cuidar a su madre que está muriendo de cáncer. Fue adaptada por Karen Croner de la novela de Anna Quindlen. La novela y la película están basadas en la lucha real de Anna Quindlen con la muerte de su madre, Prudence Pantano Quindlen, de cáncer de ovario en 1972.
La película está protagonizada por Meryl Streep, Renée Zellweger, William Hurt y Tom Everett Scott. La actriz y cantante Bette Midler canta la canción principal, "My One True Friend", en los créditos finales.

## Sinopsis
Ellen Gulden tiene un trabajo de alta presión escribiendo para una revista de Nueva York. Cuando comienza la película, ella está visitando la casa de su familia para la fiesta sorpresa de cumpleaños de su padre. Es obvio que admira profundamente a su padre, George, un novelista y profesor de literatura que alguna vez fue célebre en la Universidad de Princeton, pero que apenas ha frenado el desdén por su madre, Kate, y la vida doméstica que vive y siempre la ha visto como una esposa tonta y de mal gusto. Cuando se descubre que Kate tiene cáncer, George presiona a Ellen para que vuelva a casa y cuide a su madre. Ellen se sorprende por esta solicitud, sabiendo que podría poner en peligro su carrera e interés amoroso, pero finalmente acepta, cediendo a las apelaciones e incentivos de su padre.
Mientras Ellen ayuda a su madre con las tareas domésticas mientras su padre se ocupa de sus asuntos habituales sin ayudar mucho, Ellen comienza a revaluar sus puntos de vista sobre sus padres. Se da cuenta de que siempre hizo a un lado a su madre e idealizó a su padre, a pesar de su enfoque egocéntrico en su carrera y, descubre, un hábito desde hace mucho tiempo de tener aventuras con sus alumnas.

## Reparto
- Renée Zellweger como Ellen Gulden.
- Meryl Streep como Kate Gulden.
- William Hurt como George Gulden.
- Tom Everett Scott como Brian Gulden.
- Lauren Graham como Jules.
- Nicky Katt como Jordan Belzer.
- James Eckhouse como abogado.
- Patrick Breen como Mr. Tweedy

## Recepción

### Crítica
La película recibió críticas en su mayoría favorables de los críticos con Streep recibiendo elogios por traer calidez y características naturales en lugar de ser frío y técnico; el sitio web agregado de revisión Rotten Tomatoes lo califica como 89% fresco. El sitio similar Metacritic le da 63 puntos en una escala de 100, lo que significa "revisiones generalmente favorables". Todd McCarthy de Variety lo llamó "escrito con sensibilidad, dirigido de manera fluida y actuado de manera experta". Roger Ebert , al revisar la película para el Chicago Sun-Times , la elogió y le otorgó a la película tres estrellas de cuatro.

### Reconocimiento
- 1998: Nominada al Oscar: Mejor actriz (Meryl Streep)
- 1998: Nominada al Globo de Oro: Mejor actriz drama (Meryl Streep)
- 1998: Círculo de Críticos de Nueva York: Nominada a Mejor actriz (Renée Zellweger)
- 1998: Sindicato de Actores (SAG): Nominada a Mejor actriz (Meryl Streep)